# (450265) 2003 WU172
(450265) 2003 WU172, também escrito como (450265) 2003 WU172, é um objeto transnetuniano que está localizado no Cinturão de Kuiper, uma região do Sistema Solar. Este corpo celeste é classificado como um plutino, pois, o mesmo está em uma ressonância orbital de 2:3 com o planeta Netuno. Ele possui uma magnitude absoluta de 6,6 e tem um diâmetro estimado com 211 km. O astrônomo Mike Brown lista este objeto em sua página na internet como um candidato a possível planeta anão.

## Descoberta
(450265) 2003 WU172 foi descoberto no dia 21 de novembro de 2003 através do projeto Spacewatch.

## Órbita
A órbita de (450265) 2003 WU172 tem uma excentricidade de 0,259 e possui um semieixo maior de 39,340 UA. O seu periélio leva o mesmo a uma distância de 29,162 UA em relação ao Sol e seu afélio a 49,519 UA.